# SN 2010cy
SN 2010cy – supernowa typu Ia odkryta 13 maja 2010 roku w galaktyce A144342+0358. W momencie odkrycia miała maksymalną jasność 17,00m.